# Zamach w Bogocie (2019)
Zamach w Bogocie – atak terrorystyczny, do którego doszło 17 stycznia 2019 w stolicy Kolumbii Bogocie na terenie Akademii Policyjnej im. gen. Santandera. Sprawcą był José Aldemar Rojas.
Do zdarzenia doszło, gdy sprawca wjechał samochodem pułapką, wypełnionym 80 kilogramami pentolitu, na teren ośrodka.
W zamachu zginęło 23 osoby, w tym sprawca, a 68 osób odniosło obrażenia. Atak był najkrwawszym w Kolumbii od 2003 roku. W mediach wysuwane są hipotezy o możliwych powiązaniach sprawcy z Armią Wyzwolenia Narodowego (ELN).
Prezydent Kolumbii Iván Duque podjął decyzję o ogłoszeniu żałoby narodowej.